# Torelli

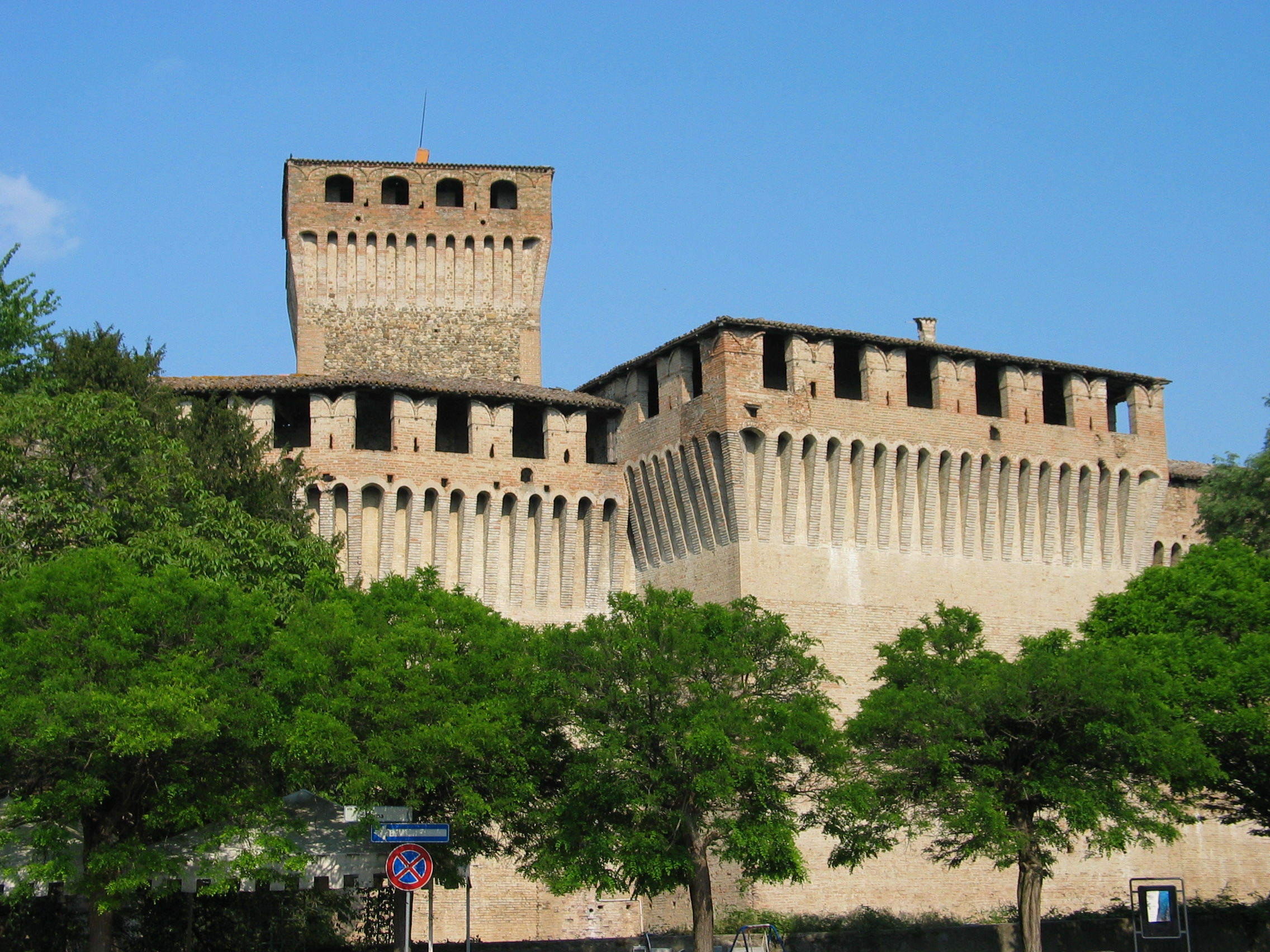
Montechiarugolo, o castelo dos Torelli

Os Torelli são uma família italiana que tem origem em Bolonha. Posteriormente mudaram-se  para Ferrara, onde governaram. A família se dividiu em diversas cidades italianas, bem como na França e na Polônia. Aos ramos italianos foram atribuídos  títulos nobiliárquicos e feudos de várias regiões, incluindo o Condado de Guastalla e o Condado de Montechiarugolo, em 1428. Em 19 de julho de 1747 um de sues membros recebeu o título de Marquês, por diploma do Rei da Polônia  . Um ramo da família, estabelecido na Polônia, assumiu o nome de Poniatowski. O último rei da Polônia, Estanislau II, Augusto Poniatowski, pertencia a este ramo.
A família é atualmente representada pelo ramo de Foligno, único sobrevivente pela linha masculina, e tem processos no Conselho Heráldico para o reconhecimento dos títulos de Marquês, Patrício de Fano e Nobre de Foligno.
Todavia, a nobreza não é legalmente reconhecida na Itália por norma constitucional de 1946.

## Os Condes de Montechiarugolo
- Guido Torelli (1380 - 1449) [2]
- Cristoforo Torelli (1409 - 1460)
- Marsílio Torelli (1440 - 1489)
- Cristoforo II Torelli (1472 - 1538)
- Francesco Torelli (1473 - 1518)
- Paulo Torelli (1509 - 1545)
- Pompônio Torelli (1545 - 1608)
- Pio Torelli (1578 - 1612)

## Os Torelli que tiveram o feudo de Guastalla
- Guido Torelli 1406-1428 (Conde de Guastalla de 1428)
- Cristoforo Torelli 1449-1490
- Guido Galeotto Torelli 1460-1479
- Pietro Guido II Torelli 1486-1494
- Aquiles Torelli 1494-1522
- Ludovica Torelli 1522-1539.